# Torben Ulrich
Pour les articles homonymes, voir Ulrich.
Torben Ulrich, né le 4 octobre 1928 à Frederiksberg et mort le 20 décembre 2023, est un joueur de tennis, musicien de jazz, journaliste et artiste danois.

## Biographie

### Vie personnelle et familiale
Torben Ulrich est le fils d'Einer Ulrich et le frère de Jorgen Ulrich, tous deux joueurs de tennis. Il est le père de Lars Ulrich, le batteur du groupe de metal Metallica.
Personnalité singulière sur le circuit international de tennis, il se distingue dans les années 1970 en arborant sur les courts une longue barbe et de long cheveux, faisant de lui l'une des figures du mouvement hippie. Ce noctambule refusait catégoriquement de jouer un match le matin. Pendant ses séjours parisiens, il se produit régulièrement dans des clubs de jazz de Saint-Germain-des-Prés, notamment au Vieux-Colombier.
Dans sa jeunesse, il passe quelques mois en prison pour avoir refusé le service militaire.

### Carrière sportive
Joueur d'une grande longévité, sa carrière s'étale sur plus de 25 ans. Prolifique sur le circuit amateur, il totalise une vingtaine de titres dont les Championnats de France en salle en 1954, les Championnats d'Asie en 1958, le tournoi de Cannes en 1959 ainsi la Wimbledon Plate en 1960 contre Orlando Sirola. Il a détenu quatre titres de Champion du Danemark dont deux face à son grand rival et partenaire de double Kurt Nielsen (1948, 1952, 1956 et 1965).
Malgré 20 participations au tournoi de Wimbledon et 14 aux Internationaux de France, il n'a jamais dépassé le stade des huitièmes de finale, niveau atteint dans ces deux tournois en 1959. C'est à l'US Open qu'il s'est le plus distingué en étant huitième de finaliste à quatre reprises en seulement neuf participations (1953, 1956, 1964 et 1968). Il connait son principal résultat en double avec une demi-finale à Wimbledon en 1959 avec Ladislav Legenstein.
Il passe professionnel à plus de 40 ans, en étant invité à jouer sur le circuit WCT. Il a également disputé le Masters Tour, réservé aux joueurs de plus de 45 ans et a remporté le tournoi de Wimbledon en double et l'US Open en simple à deux reprises.
Joueur émérite de Coupe Davis, il a formé une équipe prolifique avec Kurt Nielsen entre 1948 et 1960. Les deux hommes se sont hissés en finale de la zone Europe à deux reprises, en 1950 (victoire sur l'Italie puis défaite contre la Suède) et en 1953 (avec un succès en demi-finale sur la France de Robert Haillet). Il représente le Danemark à 40 reprises, jouant un total de 102 matchs, le dernier en 1977 à 48 ans. Son assiduité dans la compétition est récompensée par un Davis Commitment Award en 2013.

### Activités artistiques
Après un stage à l'agence Reuters de Copenhague, Torben Ulrich commence une carrière de journaliste en écrivant les rubriques musicales des quotidiens Politiken et Dagbladet Information. Chroniqueur dans divers magazines danois, il collabore également avec le journal B.T. dans les années 1960.
Auteur de plusieurs ouvrages sur la musique, il est aussi connu comme peintre, poète, animateur radio et réalisateur de documentaires (La balle au mur en 1988 et Before the Wall: Body & Being en 2002). Il fait deux apparitions au cinéma dans un film de Johan Jacobsen en 1956 et dans un court-métrage de Jørgen Leth en 1970.
Dans les années 1950, il joue dans son propre groupe de jazz en tant que clarinettiste. En 2005, il forme le groupe Instead Of avec Jaison Scott, Angelina Baldoz et Lori Goldston. Avec cette dernière, il sort un album en 2021 à l'âge de 92 ans.

## Palmarès (partiel)

### Titres en simple messieurs
- 1951 : Coupe de Noël (Paris)
- 1952 : Coupe Pierre Gillou (Paris)
- 1953 : Stuttgart
- 1954 : Internationaux de France de tennis en salle
- 1956 : Anvers
- 1957 : Marseille
- 1958 : Championnat d'Asie (Lahore), Karachi
- 1959 : Cannes Carlton, Beaulieu-sur-Mer
- 1965 : Saint-Moritz
- 1968 : Montana-Vermala

### Finales en simple messieurs
- 1957 : Internationaux de France de tennis en salle, Lyon
- 1959 : Stuttgart
- 1960 : Championnat de Scandinavie (Copenhague)
- 1964 : Budapest, Championnat de Scandinavie (Copenhague)
- 1966 : Championnat de Scandinavie (Oslo)
- 1968 : Toronto

### Finale en double messieurs
| No | Date       | Nom et lieu du tournoi          | Catégorie | Dotation | Surface    | Vainqueurs            | Partenaire       | Score    |  |
| -- | ---------- | ------------------------------- | --------- | -------- | ---------- | --------------------- | ---------------- | -------- |  |
| 1  | 10-08-1970 | Tournoi de tennis US Pro Boston |           | NC $     | Dur (ext.) | Roy Emerson Rod Laver | Ismail El Shafei | 6-1, 7-6 |  |

### Finale en double mixte
- 1967 : Berkeley (avec Julie Heldman)

## Parcours dans les tournois duGrand Chelem

### En simple
N.B. : à droite du résultat se trouve le nom de l'ultime adversaire.

### En double (partiel)
| Année | Open d'Australie | Open d'Australie | Internationaux de France | Internationaux de France | Wimbledon                 | Wimbledon             | US Open | US Open |
| ----- | ---------------- | ---------------- | ------------------------ | ------------------------ | ------------------------- | --------------------- | ------- | ------- |
| 1957  | —                | —                | —                        | —                        | 1/8 de finale K. Nielsen  | M. Anderson A. Cooper | —       | —       |
| 1959  | —                | —                | —                        | —                        | 1/2 finale L. Legenstein  | R. Emerson N. Fraser  | —       | —       |
| 1963  | —                | —                | —                        | —                        | 1/8 de finale J. Ulrich   | B. Jovanović N. Pilić | —       | —       |
| 1967  | —                | —                | —                        | —                        | 1/4 de finale C. Drysdale | B. Hewitt F. McMillan | —       | —       |
| 1968  | —                | —                | —                        | —                        | 1/4 de finale I. Buding   | R. Emerson Rod Laver  | —       | —       |

N.B. : le nom du ou de la partenaire se trouve sous le résultat ; le nom des ultimes adversaires se trouve à droite.

### En double mixte (partiel)
| Année | Open d'Australie | Open d'Australie | Internationaux de France | Internationaux de France | Wimbledon                      | Wimbledon                 | US Open                  | US Open                |
| ----- | ---------------- | ---------------- | ------------------------ | ------------------------ | ------------------------------ | ------------------------- | ------------------------ | ---------------------- |
| 1966  | -                | -                | -                        | -                        | 4e tour (1/8) Jeanine Lieffrig | A. Mortimer John Barrett  | -                        | -                      |
| 1968  | -                | -                | -                        | -                        | 1/4 de finale Julie Heldman    | Ann Haydon Fred Stolle    | -                        | -                      |
| 1969  | -                | -                | -                        | -                        | 3e tour Julie Heldman          | Lesley Bowrey Bill Bowrey | 1/2 finale Julie Heldman | M. Smith Marty Riessen |
| 1970  | -                | -                | -                        | -                        | 3e tour Julie Heldman          | E. Goolagong Fred Stolle  | -                        | -                      |
| 1971  | -                | -                | -                        | -                        | 2e tour Julie Heldman          | Betty Stöve Robert Maud   | -                        | -                      |
| 1972  | -                | -                | -                        | -                        | 2e tour Julie Heldman          | Rosie Casals Ilie Năstase | -                        | -                      |

Sous le résultat, le partenaire ; à droite, l’ultime équipe adverse.